# Shōji Nakayama (Musiker)
Shōji Nakayama (jap. 中山 昭二, Nakayama Shōji; * um 1950) ist ein japanischer Jazzmusiker (Schlagzeug, Perkussion).
Shōji Nakayama arbeitete ab den 1970er-Jahren in der japanischen Jazzszene u. a. im Sextett von Naosuke Miyamoto (Step!, 1973), in den folgenden Jahren außerdem im Ensemble von Masahiko Togashi (Spiritual Nature, 1975), mit Keiki Midorikawa (Five Pieces of Cake, 1975) und im Kings Roar Orchestra, das von Hideto Kanai geleitet wurde (Ode to Birds, 1975).
In den 1990er-Jahren leitete Nakayama ein eigenes Trio, dem auch der Pianist Akimitsu Iwase angehörte.

## Diskographische Hinweise
- Seiichi Nakamura, Kazuo Yashiro, Masanaga Harada, Shoji Nakayama: Let's Swing Now (1976)